# Batasio
Batasio is een geslacht van straalvinnige vissen uit de familie van de stekelmeervallen (Bagridae).

## Soorten
- Batasio affinis Blyth, 1860
- Batasio batasio (Hamilton, 1822)
- Batasio convexirostrum Darshan, Anganthoibi & Vishwanath, 2011
- Batasio dayi (Vinciguerra, 1890)
- Batasio elongatus Ng, 2004
- Batasio fasciolatus Ng, 2006
- Batasio feruminatus Ng & Kottelat, 2008
- Batasio fluviatilis (Day, 1888)
- Batasio macronotus Ng & Edds, 2004
- Batasio merianiensis (Chaudhuri, 1913)
- Batasio pakistanicus Mirza & Jan, 1989
- Batasio procerus Ng, 2008
- Batasio sharavatiensis Bhatt & Jayaram, 2004
- Batasio spilurus Ng, 2006
- Batasio tengana (Hamilton, 1822)
- Batasio tigrinus Ng & Kottelat, 2001
- Batasio travancoria Hora & Law, 1941